# Chadurie
Chadurie là một xã thuộc tỉnh Charente trong vùng Nouvelle-Aquitaine tây nam nước Pháp. Xã nay có độ cao trung bình 109 mét trên mực nước biển.